# Antybiotyki przeciwprątkowe
Antybiotyki przeciwprątkowe – leki bakteriobójcze i bakteriostatyczne w stosunku do 
prątka gruźlicy, obecnie najczęściej wykorzystywane w leczeniu gruźlicy są następujące leki: 
- rifampicyna
- izoniazyd
- streptomycyna
- pyrazynamid
- etambutol

Leki są stosowane w połączeniach trój- i czterolekowych, w celu zapobiegania wytworzenia się
lekooporności.

Przeczytaj ostrzeżenie dotyczące informacji medycznych i pokrewnych zamieszczonych w Wikipedii.